# The Faces
Faces foi uma banda de rock and roll formada das cinzas do The Small Faces, depois que Steve Marriott deixou-os para formar a Humble Pie; os novos integrantes Ron Wood (guitarra) e Rod Stewart (vocais) juntaram-se à Ronnie Lane (baixo), Ian McLagan (teclados) e Kenney Jones (bateria).
Suas canções de mais sucesso foram "Stay With Me", "Had Me a Real Good Time", "Cindy Incidentally" e "Richmond". Como a carreira solo de Rod Stewart começou a ficar mais importante que o Faces, a banda passou a ser subordinada a seu vocalista. Seu último álbum de estúdio foi Ooh La La e o grupo desbandou em 1975.
Os integrantes da banda então seguiram em direções distintas: Wood entrou para o Rolling Stones; Lane formou a Slim Chance e começou uma modesta carreira solo, que teve fim prematuro quando foi diagnosticado com esclerose múltipla; Jones entrou para o The Who depois da morte de Keith Moon; McLagan tornou-se músico de sessão e mais tarde entraria para a banda The Blokes de Billy Bragg; e, por fim, a carreira solo de Stewart obteve enorme sucesso.
Embora tenham obtido pouca notoriedade em relação aos seus contemporâneos The Who e Rolling Stones, o Faces teve um papel primordial no nascimento do que mais tarde se tornaria o punk. Suas apresentações explosivas e seus álbuns de estúdio abriram espaço para o desenvolvimento de bandas como The Damned, The New York Dolls e particularmente Sex Pistols, que citavam o Faces como a principal influência tanto em suas canções quanto em suas personalidades. Em seguida ao colapso do movimento punk, a influência do Faces surgiria em grupos como The Replacements, The Black Crowes e, mais recentemente, nas bandas Pearl Jam, The Charlatans e Stereophonics.

## Discografia

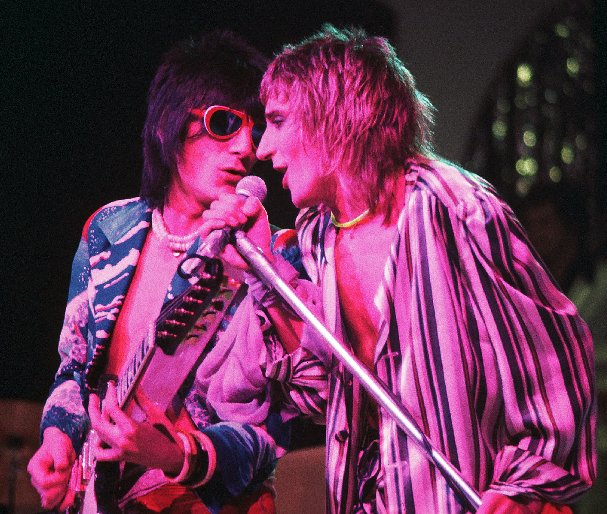
Rod Stewart (à direita) e Ronnie Wood (à esquerda) com o The Faces, em um concerto de 1975.

### Álbuns de estúdio
- First Step (1970)
- Long Player (1971)
- A Nod Is as Good as a Wink... to a Blind Horse (1971)
- Ooh La La (1973)

### Ao vivo
- Coast to Coast: Overture and Beginners (1974)

### Coletâneas
- Snakes and Ladders / The Best of Faces (1976)
- Good Boys... When They're Asleep (1999)
- Five Guys Walk into a Bar... (2004)